# Aeroporto di Bastia Poretta
L'aeroporto di Bastia Poretta (in francese: Aéroport de Bastia-Poretta, in corso: Aeroportu di Bastia Poreta) è un aeroporto francese situato in Corsica vicino alla città di Bastia, nel dipartimento della Corsica settentrionale; è il secondo aeroporto dell'isola per traffico passeggeri dopo quello di Ajaccio.

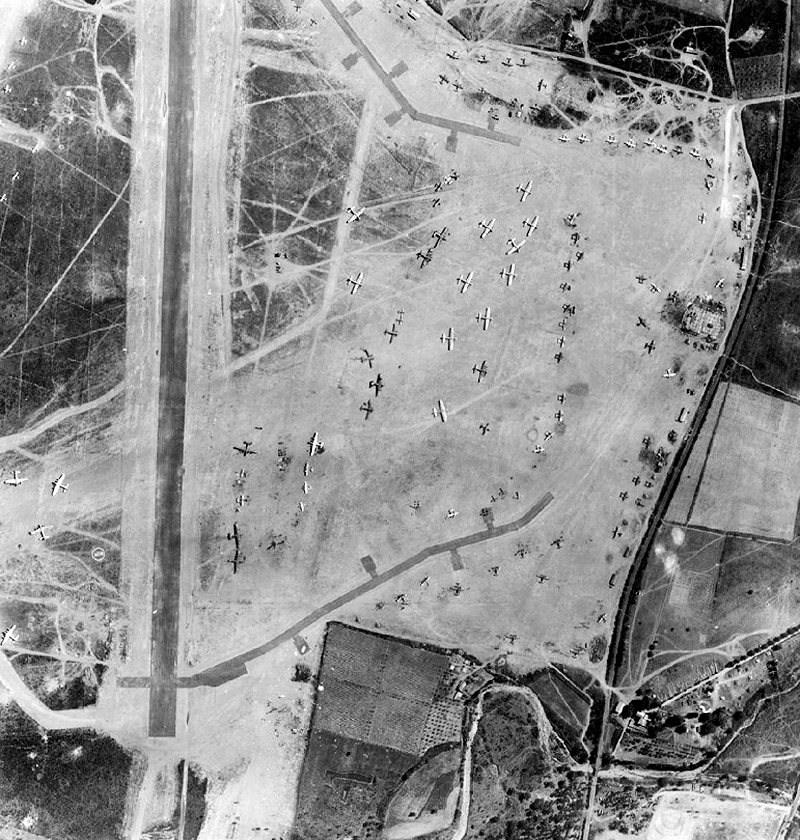
Foto aerea dell'aeroporto al 15 agosto 1944. Notare il gran numero di B-17 sul piazzale di parcheggio, probabilmente usato durante l'invasione della Francia meridionale

## Andamento del traffico passeggeri
Questo grafico non è disponibile a causa di un problema tecnico.
Si prega di non rimuoverlo.
Vedi la query Wikidata di origine.